# Ania Vegry
Ania Vegry (* in London, Vereinigtes Königreich) ist eine deutsch-polnische Sopranistin.

## Leben
Die Tochter des polnischen Violinisten und Hochschullehrers Krzysztof Węgrzyn wurde in London geboren und wuchs in Hannover auf. Nach dem Abitur am Kaiser-Wilhelm- und Ratsgymnasium studierte sie bei Christiane Iven und Charlotte Lehmann an der Hochschule für Musik, Theater und Medien Hannover und bei Teresa Berganza in Madrid. 
Vegry sang unter anderem an der Deutschen Oper am Rhein, der Deutschen Oper Berlin, der Komischen Oper Berlin, dem Nationaltheater Mannheim, der Hamburgischen Staatsoper, der Alten Oper Frankfurt, dem Konzerthaus Berlin, der Opéra Garnier in Paris und der Berliner Philharmonie. Sie konzertierte unter anderem mit Dirigenten wie Christopher Hogwood, Keri-Lynn Wilson, Marc Albrecht, Joana Mallwitz und Helmuth Rilling und trat als Liedsängerin unter anderem mit dem SWR Sinfonieorchester, der Radio-Philharmonie Hannover, dem Orchestre de la Suisse Romande, der Hannoverschen Hofkapelle und den Nürnberger Symphonikern auf. Sie war und ist Gast beim Rheingau Musik Festival, den Kunstfestspielen Hannover, den Braunschweig Classix, dem Collegium Vocale Gent in Crete Senesi mit Philippe Herreweghe, dem Sion Festival, den Sommerlichen Musiktagen Hitzacker und der Musikwoche Hitzacker und der Lüneburger Bachwoche.
Zu ihren kammermusikalischen Partnern gehören Tabea Zimmermann, Andreas Ottensamer, Albrecht Mayer, Sharon Kam, Markus Becker, Rudolf Buchbinder, Maxim Vengerov, Andrej Bielow, Nicholas Rimmer und Jan Philip Schulze. 
Ania Vegry war Stipendiatin der Studienstiftung des Deutschen Volkes, von Yehudi Menuhin Live Music Now und des Richard-Wagner-Verbands sowie Preisträgerin beim Bundeswettbewerb Gesang Berlin, dem Paula-Salomon-Lindberg-Wettbewerb "Das Lied" an der Universität der Künste Berlin und dem Deutschen Musikwettbewerb. 2010 erhielt sie den Praetorius Musikpreis des Landes Niedersachsen, 2011 gewann sie den internationalen Concours de Genève.
Von 2007 bis 2019 war Vegry Ensemblemitglied an der Staatsoper Hannover. Seit der Spielzeit 2020/21 ist sie festes Ensemblemitglied am Anhaltischen Theater Dessau.

## Repertoire
Schwerpunkte Vegrys sind Liedgesang und Neu- bzw. Wiederentdeckungen weniger bekannter bzw. vergessener Komponisten. So hat sie als bisher einzige Künstlerin alle Liedkompositionen von Szymon Laks eingesungen. Ebenso hat sie eine CD mit Opernarien von Florian Leopold Gassmann produziert, wobei sie zuvor bislang nicht edierte Werke von Gassmann edieren ließ. 2025 hat sie eine Aufnahme mit kammermusikalischen Werken von Hans Winterberg veröffentlicht.
Zu Vegrys Opernrepertoire gehören Susanna aus Die Hochzeit des Figaro, Patina aus der Zauberflöte, Gilda aus Rigoletto Violetta aus La Traviata, Adina aus L’elisir d’amore, Rosina aus dem Barbier von Sevilla, Agata aus dem Freischütz, Mimi aus La Bohème, Dido/Belinda aus Dido und Aeneas, Sophie aus dem Werther, Sophie aus dem Rosenkavalier, Marie aus dem Wozzeck, Ninetta aus Die Liebe zu den drei Orangen, Anne Frank aus Das Tagebuch der Anne Frank.